# المحيط الأفريقي
المحيط الأفريقي هو محيط قديم مفترض أدى إغلاقه إلى نشوء قارة بانوتيا العظمى. ربما كان المحيط موجودًا قبل تفكك قارة رودينيا العظمى. وقد أغلق المحيط قبل بداية دهر البشائر، عندما توسع أبو المحيطات، ثم حل محله في النهاية.